# Psilotreta rufa
Psilotreta rufa là một loài Trichoptera trong họ Odontoceridae. Chúng phân bố ở miền Tân bắc.